# Grand Prix automobile d'Italie 1963
GP précédent GP suivant
Le Grand Prix d'Italie 1963 (XXXIIII Gran Premio d'Italia), disputé sur l'Autodromo Nazionale di Monza le 8 septembre 1963, est la cent-dix-huitième épreuve du championnat du monde de Formule 1 courue depuis 1950 et la septième manche du championnat 1963.

## Contexte avant la course

### Le championnat du monde
Depuis 1961, la Formule 1 suit la réglementation 1 500 cm3 (dérivée de l'ancienne Formule 2 de la période 1957 à 1960). Initialement prévue pour une période de trois ans, la formule a été prolongée de deux années supplémentaires par la Commission sportive internationale, garantissant la stabilité technique jusqu'à fin 1965. La réglementation s'appuie sur les points suivants :
- interdiction des moteurs suralimentés
- cylindrée minimale : 1 300 cm3
- cylindrée maximale : 1 500 cm3
- poids minimal : 450 kg (à sec)
- double circuit de freinage obligatoire
- arceau de sécurité obligatoire (le haut du cerceau devant dépasser le casque du pilote)
- démarreur de bord obligatoire
- carburant commercial
- ravitaillement en huile interdit durant la course

Ayant remporté le titre mondial en 1962 au terme d'une saison très disputée, Graham Hill et sa BRM ont subi cette année la loi de Jim Clark, qui domine cette année tous ses adversaires au volant de sa Lotus à moteur Climax. Une éclatante revanche pour le pilote écossais, qui s'est brillamment imposé dans quatre des six épreuves déjà disputées et que seuls des soucis mécaniques ont empêché de remporter les deux autres ! Fort d'une avance de vingt points sur son plus proche rival, le Ferrariste John Surtees, Clark pourrait bien décrocher la couronne au terme de la manche italienne.

#### Chances des prétendants au titre

##### Championnat du monde des conducteurs
Avant le Grand Prix d'Italie, sept pilotes sont encore en lice pour le titre mondial : Jim Clark, John Surtees, Richie Ginther, Graham Hill, Dan Gurney, Bruce McLaren et Tony Maggs.
Clark est champion du monde au terme du Grand Prix d'Italie si :
- il remporte l'épreuve, quel que soit le classement de ses adversaires.
- il termine deuxième de l'épreuve, à condition que ni John Surtees, ni Graham Hill ne remporte la course.

Dans les autres cas de figure, l'attribution du titre est différée.

##### Coupe des constructeurs
Avant le Grand Prix d'Italie, cinq concurrents sont encore en lice pour la Coupe des constructeurs : Lotus-Climax, Ferrari, BRM, Cooper-Climax et Brabham-Climax.
- si une Lotus à moteur Climax gagne, la marque remporte la Coupe des constructeurs quel que soit le résultat des autres concurrents.
- si une Lotus à moteur Climax termine deuxième de l'épreuve, la marque remporte la Coupe des constructeurs à condition que ni Ferrari, ni BRM, ni Cooper-Climax ne remporte la course.

Dans les autres cas de figure, l'attribution de la Coupe est différée.

### Le circuit

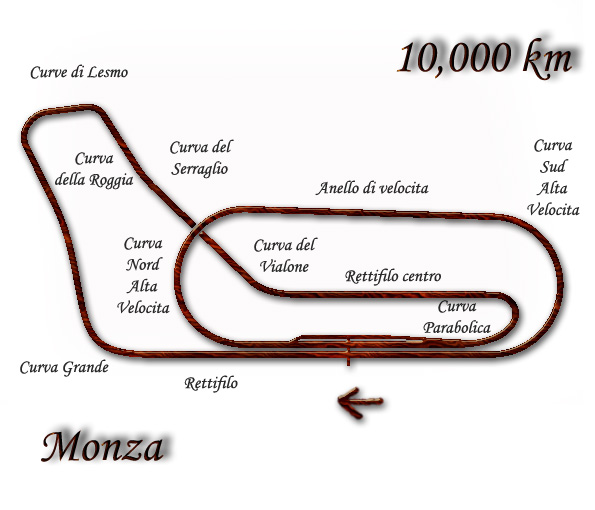
Malgré la protestation d'une majorité de pilotes, l'Automobile Club milanais a prévu d'organiser l'épreuve sur le circuit combiné, empruntant le très controversé anneau de vitesse.

Achevé en 1922, l'autodrome de Monza est situé à vingt kilomètres au nord de Milan. Il est constitué d'un circuit routier de 5,75 kilomètres et d'un anneau de vitesse ovale de 4,25 kilomètres, pouvant être utilisés indépendamment ou combinés, le tracé développant alors dix kilomètres. L'utilisation de l'anneau est toutefois très controversée, les vitesses atteintes par les monoplaces posant des problèmes de sécurité. Si en 1960 et 1961, le Grand Prix de Formule 1 empruntait l'intégralité de la piste, les organisateurs s'étaient repliés sur le seul circuit routier en 1962. Toutefois, l'Automobile Club milanais a décidé de revenir au grand circuit pour l'édition 1963, l'association des pilotes de Grand prix (GPDA) ayant aussitôt lancé une pétition de protestation. Des journées d'essais préliminaires ont été organisées la semaine précédant la course afin de tester le comportement des monoplaces sur l'anneau de vitesse.
Le record officiel du circuit combiné est détenu par Phil Hill, auteur sur sa Ferrari d'un tour à 220 km/h de moyenne lors de l'édition 1960 du Grand Prix. L'année précédente, l'Américain s'était déjà octroyé le record du circuit routier, bouclant les 5,75 kilomètres à 206,2 km/h de moyenne.

## Monoplaces en lice
- BRM P57 & P61 "Usine"

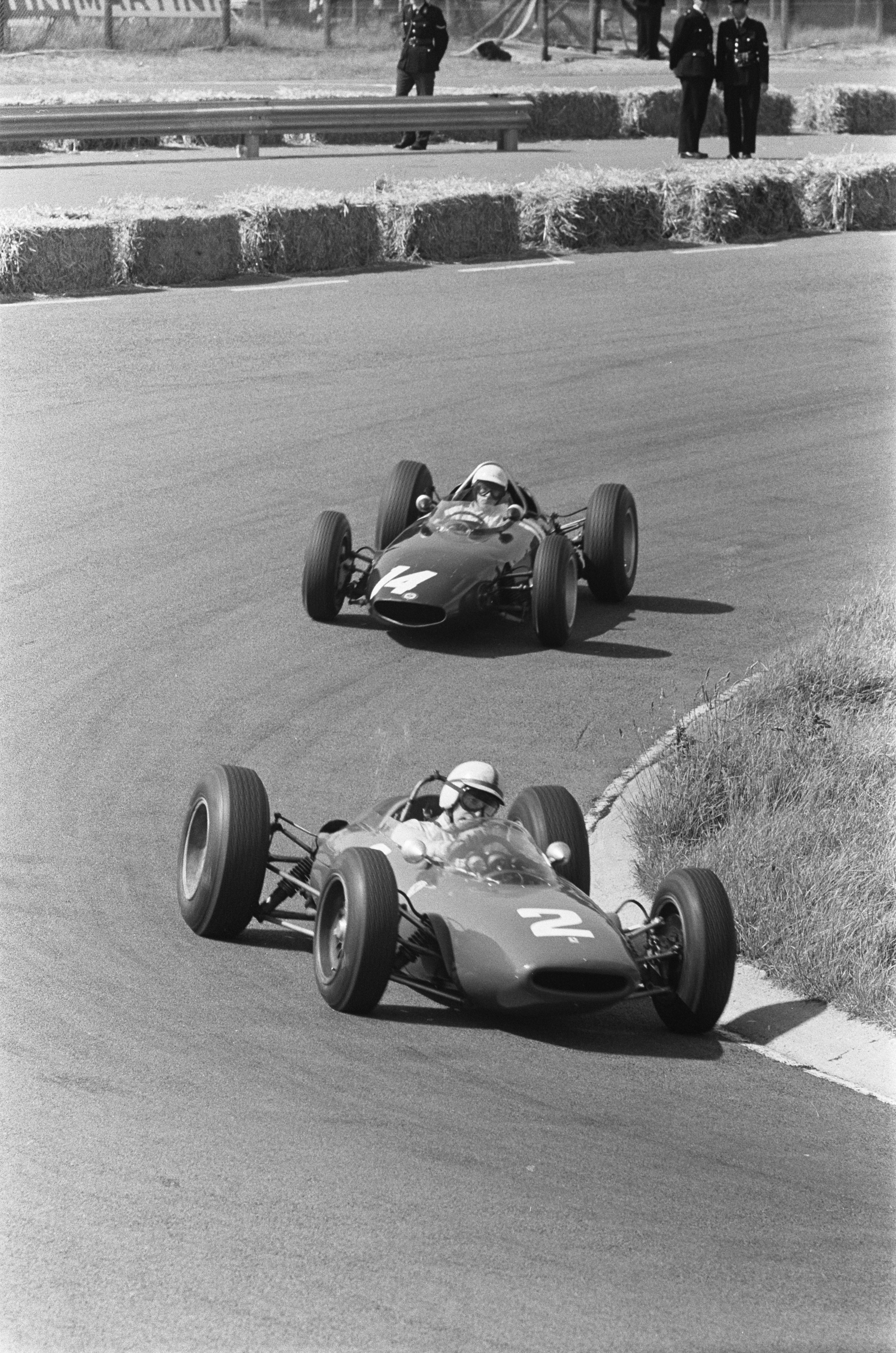
La Ferrari 156-63 de Surtees, vue ici à Zandvoort devant la BRM P57 de Ginther.

La nouvelle P61 à structure semi-monocoque s'est avérée très rapide lors des tests préliminaires effectués à Monza ; elle est une nouvelle fois confiée à Graham Hill, le champion du monde pouvant également disposer de sa traditionnelle P57, identique à celle de son coéquipier Richie Ginther, en réserve. Les deux modèles ont les mêmes caractéristiques mécaniques (moteur V8 à injection indirecte Lucas développant 208 chevaux à 11000 tr/min, boîte six vitesses), mais avec son châssis multitubulaire la P57 est moins aérodynamique et un peu plus lourde que le nouveau modèle (475 kilos contre 470 pour la P61). La Scuderia Centro Sud engage de son côté une BRM P57, dotée de l'ancienne boîte à cinq rapports, pour Maurice Trintignant.
- Lotus 25 "Usine"

Colin Chapman aligne trois Lotus 25 à châssis monocoque pour Jim Clark (qui en plus de sa monoplace habituelle dispose d'un mulet) et Mike Spence, ce dernier remplaçant Trevor Taylor, toujours hospitalisé après son accident lors du dernier Grand Prix de la Méditerranée, sur le circuit d'Enna-Pergusa. Très légères (455 kg), les Lotus 25 se caractérisent par leur châssis monocoque qui leur confère une rigidité remarquable. Elles sont dotées d'un moteur V8 Coventry Climax FWMV développant 198 chevaux à 9500 tr/min dans sa version à injection, Spence devant toutefois se contenter de la version à carburateurs (184 chevaux). Depuis le début de saison, elles utilisent généralement une boîte de vitesses ZF à cinq rapports, mais l'une des deux monoplaces de Clark est désormais dotée d'une boîte cinq Hewland.
- Lotus 24 privées

Chapman se refusant pour l'heure à commercialiser son modèle 25, les clients du constructeurs britanniques sont contraints de se rabattre sur le modèle 24 (dont le châssis multitubulaire est quatre fois moins rigide), qui peut être équipé au choix d'un moteur V8 Climax ou BRM, ce dernier étant le plus couramment utilisé, notamment par l'équipe BRP qui a amené deux voitures pour Innes Ireland et Jim Hall et l'équipe de Tim Parnell qui engage une 24 pour Masten Gregory. Le pilote privé Jo Siffert s'aligne sur un modèle identique. L'écurie allemande Rhein-Ruhr Racing avait également engagé une Lotus 24 pour Gunther Seiffert mais a finalement déclaré forfait.
- Lotus 18 privées

Comme au Nürburgring, le vétéran belge André Pilette pilote une ancienne Lotus 18 à moteur quatre cylindres Climax FPF (152 chevaux). Inscrit sur un modèle identique, l'aristocrate italien Gaetano Starrabba a déclaré forfait.
- Cooper T66 "Usine"

Bruce McLaren dispose d'une T66 flambant neuve (le châssis accidenté au Nürburgring, tout juste réparé, lui servant de mulet), tandis que son coéquipier Tony Maggs pilote sa voiture habituelle. Conçues par Owen Maddock, les T66, à châssis tubulaire, sont une évolution des T60 de la saison précédente. Dotées d'un moteur V8 Climax à injection et d'une boîte de vitesses Cooper à six rapports, elles pèsent 460 kg à vide.
- Cooper privées

Rob Walker engage sa T66 à moteur V8 Climax à injection et boîte Colotti à six rapports pour Joakim Bonnier, le pilote suédois disposant également d'une T60 (à partie mécanique identique) comme voiture de réserve. La Scuderia Centro Sud aligne une T60 à moteur Climax V8 à carburateurs pour Mário Cabral, ainsi qu'une ancienne T53 à moteur Maserati six cylindres pour Ernesto Brambilla.
- Ferrari 156 "Usine"

La Scuderia Ferrari dispose désormais d'une monoplace à structure monocoque, la 156 Aero. Aux mains de John Surtees, ce nouveau châssis a tout d'abord été testé sur l'autodrome de Modène, avec le moteur V8 également conçu par l'ingénieur Mauro Forghieri. Manquant encore de fiabilité, le V8 n'a toutefois pas été retenu pour l'épreuve italienne et pour Monza l'«Aero» est équipée du V6 à 120°, alimenté par injection directe Bosch, dont la puissance a été portée à 205 chevaux à 10500 tr/min. Dotée d'une boîte cinq vitesses, elle pèse 460 kg. Surtees dispose également d'une voiture de réserve, la 156-63 à châssis tubulaire (pourvue de la même boîte et du même moteur mais vingt kilos plus lourde), avec laquelle il s'est imposé en Allemagne. Mairesse étant indisponible après son grave accident sur le Nürburgring, la deuxième 156-63 est aux mains de Lorenzo Bandini.
- Brabham BT3 & BT7 "Usine"

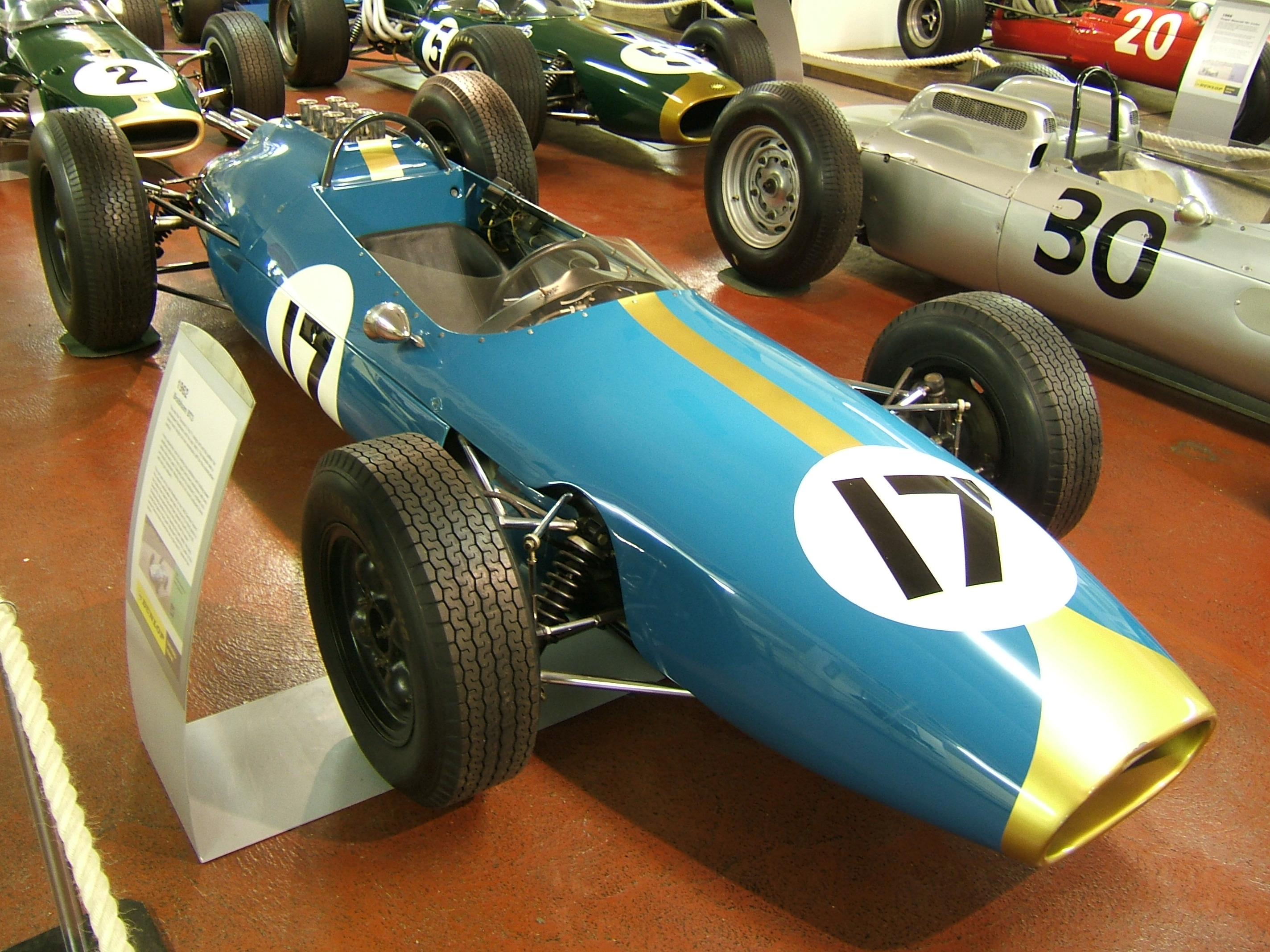
La Brabham BT3 à moteur V8 Climax.

Le pilote-constructeur Jack Brabham s'aligne sur la BT3 avec laquelle il a remporté cette saison le Grand Prix de Solitude et le Grand Prix d'Autriche, hors-championnat. Pesant 470 kg, cette monoplace à châssis tubulaire est motorisée par un V8 Climax à injection, accouplé à une boîte Colotti à six rapports. Dan Gurney pilote quant à lui son habituelle BT7, pratiquement identique à la BT3 mais dotée d'une boîte cinq vitesses Hewland. Une seconde BT7 est présente, en guise de mulet.
- BRP MK1 "Usine"

Conçue par le chef mécanicien Tony Robinson sous la direction d'Alfred Moss et de Ken Gregory, la BRP Mk1 ressemble à la Lotus 25 dont elle reprend le principe de structure monocoque. Équipée d'un moteur V8 BRM à injection accouplé à une boîte de vitesses Colotti à six rapports, elle pèse 475 kg à vide. Elle est aux mains d'Innes Ireland.
- ATS 100 "Usine"

Après des débuts difficiles, l'équipe Automobili Turismo e Sport a procédé à de nombreuses modifications sur ses ATS 100 : la rigidité du châssis multitubulaire a été augmentée et le circuit de lubrification du moteur V8 modifié. La transmission fait appel à une boîte Colotti à six rapports. L'ensemble pèse 460 kg. Les essais d'un système d'injection Lucas n'ayant pas été concluants, l'alimentation est assurée par des carburateurs, la puissance étant de l'ordre de 190 chevaux. Deux voitures ont été engagées, confiées à Phil Hill et Giancarlo Baghetti.
- Lola Mk4 & Mk4A privées

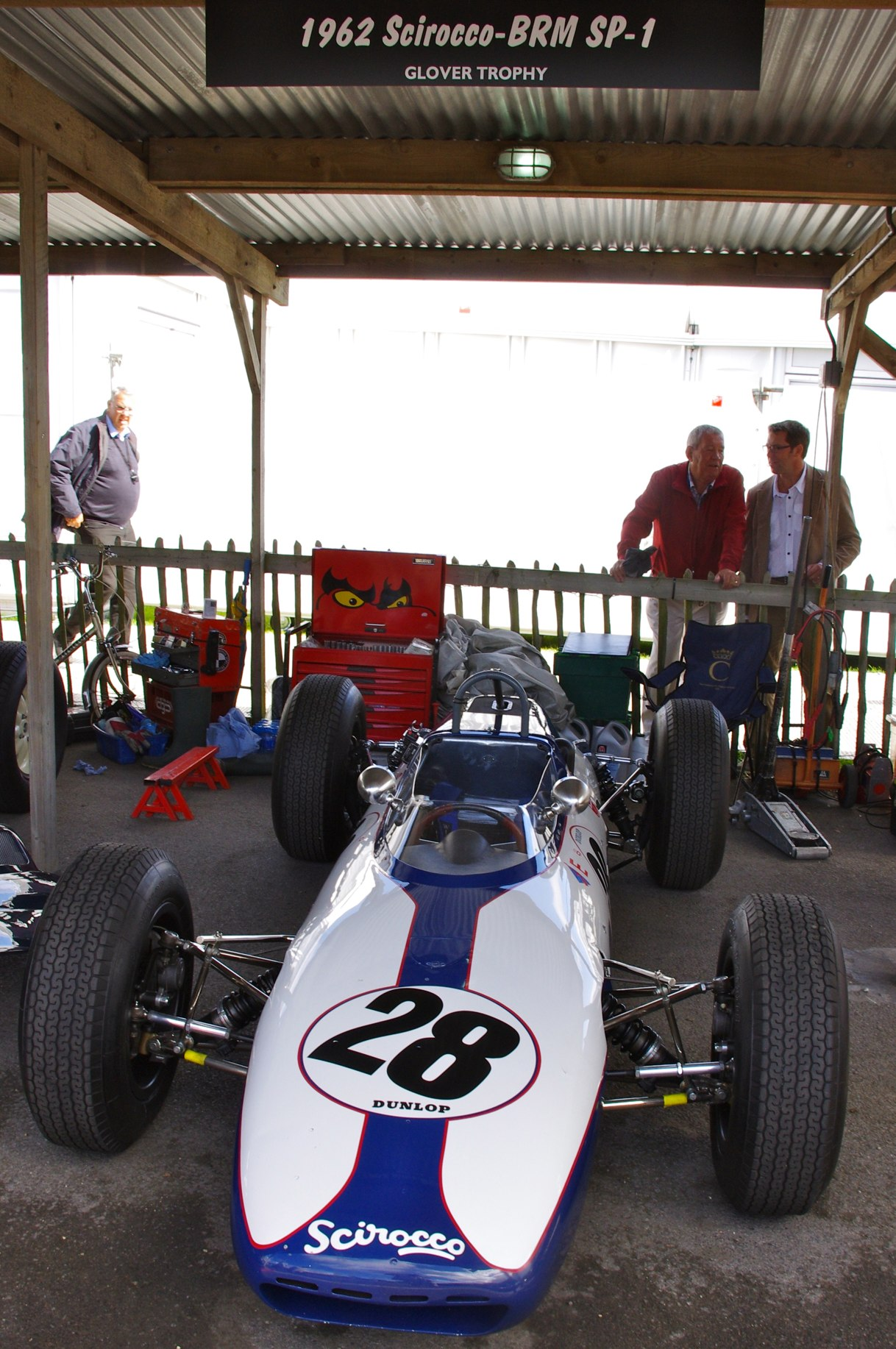
Faute d'un nombre suffisant de moteurs, une seule Scirocco SP est présente à Monza.

Reg Parnell engage une Lola Mk4A (490 kg, châssis multitubulaire, moteur V8 Climax à injection, boîte de vitesses Colotti à six rapports) pour Chris Amon et une Mk4, version un peu moins évoluée dont le châssis est un peu plus lourd, équipée d'un V8 Climax à carburateurs pour le champion motocycliste Mike Hailwood. Le pilote indépendant Bob Anderson dispose quant à lui d'une Mk4 à moteur V8 Climax au sein de l'écurie DW Racing.
- Scirocco SP

L'Américain Hugh Powell avait inscrit ses deux Scirocco SP à moteur V8 BRM pour Tony Settember et Ian Burgess. Seul le premier pourra cependant participer, l'équipe ne disposant plus que d'un seul moteur, celui de Burgess n'ayant pas été réparé après le bris d'une bielle au Grand Prix d'Autriche. Conçues par Hugh Aiden-Jones, les Scirocco, à châssis tubulaire renforcé par des tôles soudées, pèsent 490 kg. Leur dessin s'inspire de l'Emeryson Mk3 de 1962.
- Gilby

Ian Raby pilote son habituelle Gilby, une monoplace qu'il a rachetée lors de la liquidation du petit constructeur anglais. Elle est équipée d'un moteur V8 BRM accouplé à une boîte Colotti à six rapports.
- Porsche 718

Carel Godin de Beaufort a engagé ses deux anciennes Porsche 718 à moteur quatre cylindres à plat refroidi par air (165 chevaux), mais seul le pilote hollandais est présent, son coéquipier Gerhard Mitter ayant déclaré forfait.
- De Tomaso

La Scuderia Settecolli a remplacé le moteur Maserati de sa De Tomaso F1 par un moteur Ferrari V6 à 65° de 170 chevaux. La monoplace est aux mains de Roberto Lippi.

## Coureurs inscrits
| no  | Pilote                  | Écurie                      | Constructeur | Modèle           | N° châssis | Moteur                       | Pneumatiques | Commentaires          |
| --- | ----------------------- | --------------------------- | ------------ | ---------------- | ---------- | ---------------------------- | ------------ | --------------------- |
| 2   | Lorenzo Bandini         | SpA Ferrari SEFAC           | Ferrari      | Ferrari 156-63   | 156/0002   | Ferrari 178 V6 (120°)        | D            |                       |
| 4   | John Surtees            | SpA Ferrari SEFAC           | Ferrari      | Ferrari 156 Aero | 156/0004   | Ferrari 178 V6 (120°)        | D            |                       |
| 4T  | John Surtees            | SpA Ferrari SEFAC           | Ferrari      | Ferrari 156-63   | 156/0003   | Ferrari 178 V6 (120°)        | D            | mulet                 |
| 6   | Mike Spence             | Team Lotus                  | Lotus        | Lotus 25         | 25 R2      | Coventry Climax FWMV MkI V8  | D            | boîte ZF              |
| 8   | Jim Clark               | Team Lotus                  | Lotus        | Lotus 25         | 25 R4      | Coventry Climax FWMV MkII V8 | D            | boîte ZF              |
| 8T  | Jim Clark               | Team Lotus                  | Lotus        | Lotus 25         | 25 R6      | Coventry Climax FWMV MkII V8 | D            | mulet - boîte Hewland |
| 10  | Richie Ginther          | Owen Racing Organisation    | BRM          | BRM P57          | 5784       | BRM P56 V8                   | D            |                       |
| 12  | Graham Hill             | Owen Racing Organisation    | BRM          | BRM P61          | 611        | BRM P56 V8                   | D            |                       |
| 12T | Graham Hill             | Owen Racing Organisation    | BRM          | BRM P57          | 5785       | BRM P56 V8                   | D            | mulet                 |
| 14  | Giancarlo Baghetti      | Automobili Turismo e Sport  | ATS          | ATS 100          | 100-02     | ATS V8                       | D            |                       |
| 16  | Phil Hill               | Automobili Turismo e Sport  | ATS          | ATS 100          | 100-01     | ATS V8                       | D            |                       |
| 18  | Bruce McLaren           | Cooper Car Company          | Cooper       | Cooper T66       | F1-6-63    | Coventry Climax FWMV MKII V8 | D            |                       |
| 18T | Bruce McLaren           | Cooper Car Company          | Cooper       | Cooper T66       | F1-4-63    | Coventry Climax FWMV MKII V8 | D            | mulet                 |
| 20  | Tony Maggs              | Cooper Car Company          | Cooper       | Cooper T66       | F1-5-63    | Coventry Climax FWMV MKII V8 | D            |                       |
| 22  | Jack Brabham            | Brabham Racing Organisation | Brabham      | Brabham BT3      | F1-1-62    | Coventry Climax FWMV MKII V8 | D            |                       |
| 22T | Jack Brabham            | Brabham Racing Organisation | Brabham      | Brabham BT7      | F1-2-63    | Coventry Climax FWMV MKII V8 | D            | mulet                 |
| 24  | Dan Gurney              | Brabham Racing Organisation | Brabham      | Brabham BT7      | F1-1-63    | Coventry Climax FWMV MKII V8 | D            |                       |
| 26  | Gerhard Mitter          | Ecurie Maarsbergen          | Porsche      | Porsche 718      | 718-202    | Porsche 547/3 F4             | D            | forfait               |
| 28  | Carel Godin de Beaufort | Ecurie Maarsbergen          | Porsche      | Porsche 718      | 718-201    | Porsche 547/3 F4             | D            |                       |
| 30  | Jim Hall                | British Racing Partnership  | Lotus        | Lotus 24         | 24-945     | BRM P56 V8                   | D            |                       |
| 32  | Innes Ireland           | British Racing Partnership  | BRP          | BRP MkI          | BRP/1-63   | BRM P56 V8                   | D            |                       |
| 32T | Innes Ireland           | British Racing Partnership  | Lotus        | Lotus 24         | 24-944     | BRM P56 V8                   | D            | mulet                 |
| 34  | Tony Settember          | Scirocco Racing Cars        | Scirocco     | Scirocco SP      | SP-1-63    | BRM P56 V8                   | D            |                       |
| 36  | Ian Burgess             | Scirocco Racing Cars        | Scirocco     | Scirocco SP      | SP-2-63    | BRM P56 V8                   | D            | forfait               |
| 38  | Chris Amon              | Reg Parnell Racing          | Lola         | Lola Mk4A        | BRGP-44    | Coventry Climax FWMV MkII V8 | D            |                       |
| 40  | Mike Hailwood           | Reg Parnell Racing          | Lola         | Lola Mk4         | BRGP-42    | Coventry Climax FWMV MkI V8  | D            |                       |
| 42  | Masten Gregory          | Tim Parnell                 | Lotus        | Lotus 24         | 24 P1      | BRM P56 V8                   | D            |                       |
| 44  | Roberto Lippi           | Scuderia Settecolli         | De Tomaso    | De Tomaso F1     | F1-002     | Ferrari 178 V6 (65°)         | D            | forfait               |
| 46  | André Pilette           | Privé                       | Lotus        | Lotus 18/21      | 18-917     | Coventry Climax FPF MkII L4  | D            |                       |
| 48  | Bob Anderson            | DW Racing Entreprises       | Lola         | Lola Mk4         | BRGP-43    | Coventry Climax FWMV MKI V8  | D            |                       |
| 50  | Ian Raby                | Ian Raby Racing             | Gilby        | Gilby 62         | 02         | BRM P56 V8                   | D            |                       |
| 52  | Gunther Seiffert        | Rhein-Ruhr Racing Team      | Lotus        | Lotus 24         | 24-946     | BRM P56 V8                   | D            | forfait               |
| 54  | Joseph Siffert          | Siffert Racing Team         | Lotus        | Lotus 24         | 24-950     | BRM P56 V8                   | D            |                       |
| 56  | Carlo Abate             | Comte G. Volpi              | Porsche      | Porsche 718      | 718-203    | Porsche 547/3 F4             | D            |                       |
| 58  | Joakim Bonnier          | Rob Walker Racing Team      | Cooper       | Cooper T66       | F1-2-63    | Coventry Climax FWMV MKII V8 | D            |                       |
| 58T | Joakim Bonnier          | Rob Walker Racing Team      | Cooper       | Cooper T60       | F1-18-61   | Coventry Climax FWMV MKII V8 | D            | mulet                 |
| 60  | Gaetano Starrabba       | Privé                       | Lotus        | Lotus 18/21      | 18-908     | Coventry Climax FPF L4       | D            | forfait               |
| 62  | Ernesto Brambilla       | Scuderia Centro Sud         | Cooper       | Cooper T53       | F1-17-61   | Maserati Tipo 6-1500 L4      | D            |                       |
| 64  | Mário Cabral            | Scuderia Centro Sud         | Cooper       | Cooper T60       | F1-17-61   | Coventry Climax FWMV MKI V8  | D            |                       |
| 66  | Maurice Trintignant     | Scuderia Centro Sud         | BRM          | BRM P57          | 5781       | BRM P56 V8                   | D            |                       |

## Qualifications
Deux séances qualificatives sont programmées, les vendredi et samedi après-midi précédant la course.

### Première séance - vendredi 6 septembre

#### Essais sur le circuit de dix kilomètres

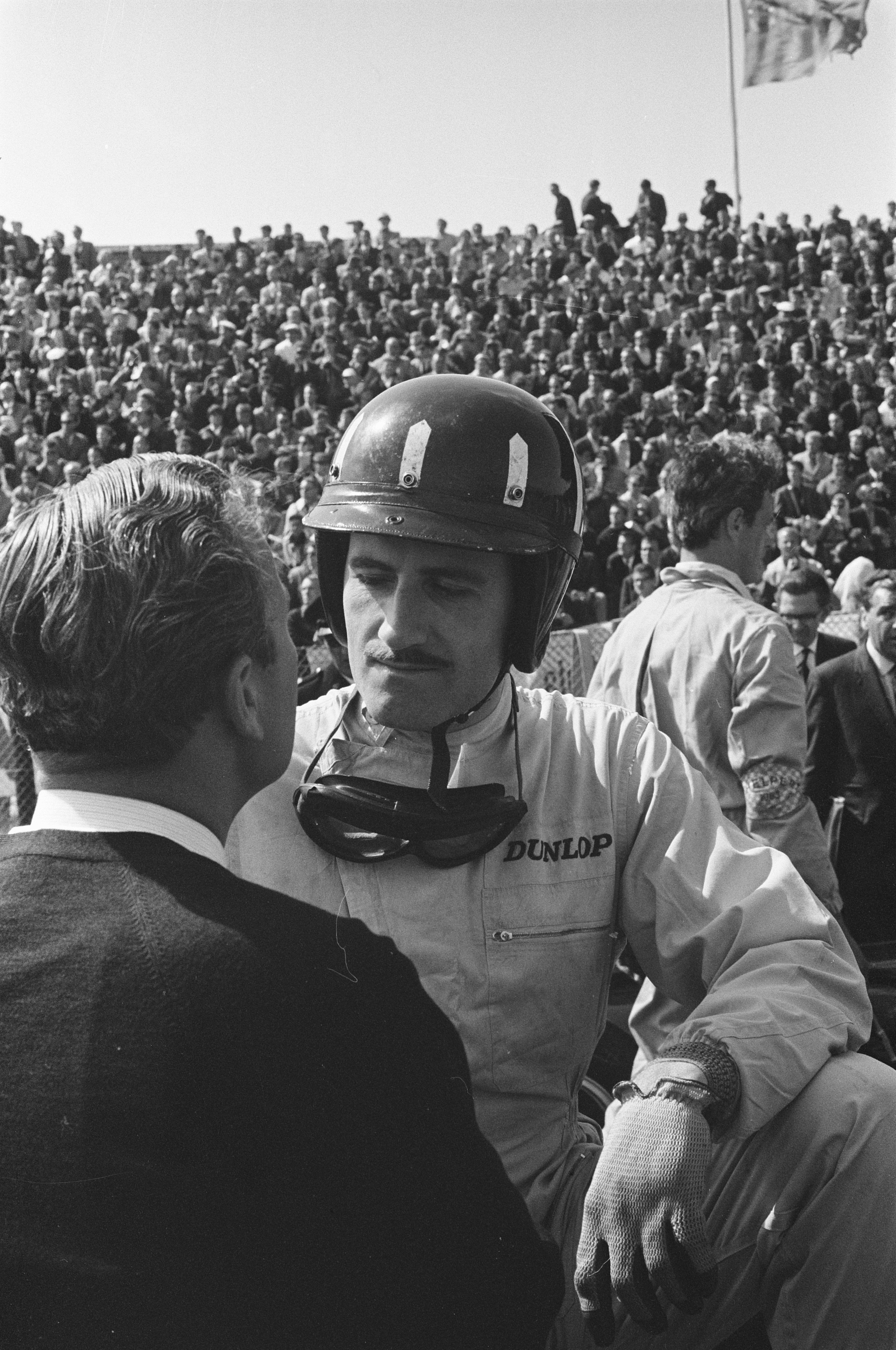
Avant l'interruption des essais, Graham Hill a pulvérisé le record du circuit combiné au volant de sa BRM.

Les essais officiels débutent le vendredi à quinze heures trente, sur une piste ayant séché après les averses matinales. Graham Hill est le premier à prendre la piste, sur la nouvelle BRM à châssis monocoque. Il se montre d'emblée très rapide et après quelques tours établit un premier temps de référence, à 224,7 km/h de moyenne, devançant de deux secondes son coéquipier Richie Ginther et améliorant le record officieux de la piste détenu depuis 1960 par Phil Hill (l'Américain avait alors obtenu la pole position en tournant à 223 km/h de moyenne au volant de sa Ferrari). Sa nouvelle monoplace n'étant pas tout à fait prête, John Surtees s'est rabattu sur le mulet de la Scuderia Ferrari, avec lequel il échoue à plus d'une seconde et demie de Graham Hill. Quelques incidents sérieux surviennent alors, certaines monoplaces ne résistant pas aux contraintes dans les virages relevés de l'anneau de vitesse : c'est tout d'abord Masten Gregory qui rentre précipitamment à son stand, les bras de suspension de sa Lotus s'étant déformés ; puis Bruce McLaren part dans une interminable glissade sur l'anneau lorsqu'un moyeu arrière de sa Cooper se brise net ; enfin, une fusée cassée provoque une spectaculaire sortie de piste de la Lola de Bob Anderson, dont il se sort indemne. La police procède alors à un examen du circuit et, jugeant les protections du public insuffisantes dans les zones des virages relevés interdit alors l'usage de l'anneau de vitesse et la deuxième partie de la séance va se dérouler sur le seul circuit routier.
| Pos. | Pilote         | Écurie    | Temps        | Écart   |
| ---- | -------------- | --------- | ------------ | ------- |
| 1    | Graham Hill    | BRM       | 2 min 40 s 2 |         |
| 2    | John Surtees   | Ferrari   | 2 min 41 s 8 | + 1 s 6 |
| 3    | Richie Ginther | BRM       | 2 min 42 s 4 | + 2 s 2 |
| 4    | Masten Gregory | Lotus-BRM | 2 min 45 s 8 | + 5 s 6 |

#### Essais sur le circuit routier
À la satisfaction de l'ensemble des pilotes, les essais se poursuivent sur le seul circuit routier. Seuls quelques uns d'entre eux alignent des tours rapides, Surtees établissant le meilleur temps à près de 208 km/h de moyenne, précédant Clark d'un dixième de seconde et Graham Hill de dix-sept centièmes. Sur la seconde Ferrari, Lorenzo Bandini s'est approché à une demi-seconde de son coéquipier ; il précède de plus d'une seconde la BRM de Richie Ginther, les autres concurrents en mesure de prendre la piste s'étant contentés de dégrossir les réglages de leurs monoplaces.
| Pos. | Pilote             | Écurie            | Temps         | Écart          |
| ---- | ------------------ | ----------------- | ------------- | -------------- |
| 1    | John Surtees       | Ferrari           | 1 min 39 s 58 |                |
| 2    | Jim Clark          | Lotus-Climax      | 1 min 39 s 68 | + 0 s 10       |
| 3    | Graham Hill        | BRM               | 1 min 39 s 75 | + 0 s 17       |
| 4    | Lorenzo Bandini    | Ferrari           | 1 min 40 s 1  | + 0 s 52       |
| 5    | Richie Ginther     | BRM               | 1 min 41 s 2  | + 1 s 6        |
| 6    | Dan Gurney         | Brabham-Climax    | 1 min 44 s 2  | + 4 s 6        |
| 7    | Mike Hailwood      | Lola-Climax       | 1 min 46 s 2  | + 6 s 6        |
| 8    | Phil Hill          | ATS               | 1 min 48 s 5  | + 8 s 9        |
| 9    | Giancarlo Baghetti | ATS               | 1 min 54 s 9  | + 15 s 3       |
| 10   | Mário Cabral       | Cooper-Climax     | 1 min 55 s 0  | + 15 s 4       |
| 11   | André Pilette      | Lotus-Climax      | 1 min 58 s 7  | + 19 s 1       |
| 12   | Ernesto Brambilla  | Cooper-Maserati   | 2 min 00 s 1  | + 20 s 5       |
| 13   | Roberto Lippi      | De Tomaso-Ferrari | 2 min 03 s 9  | + 24 s 3       |
| 14   | Jack Brabham       | Brabham-Climax    | 3 min 25 s 4  | + 1 min 45 s 8 |

### Deuxième séance - samedi 6 septembre

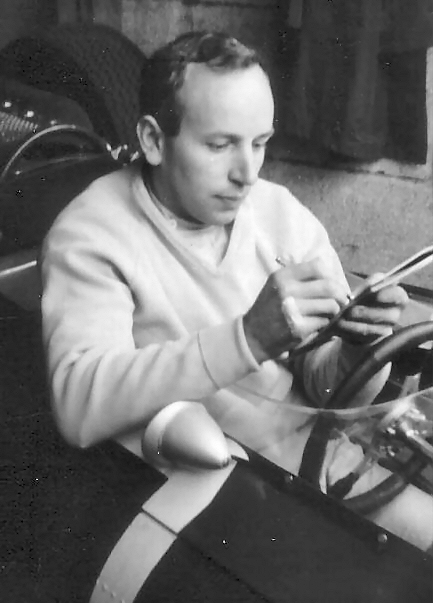
John Surtees s'est montré de loin le plus rapide des essais au volant de la nouvelle Ferrari Aero.

Il a plu le vendredi soir et le samedi matin, mais le soleil a presque entièrement asséché la piste lorsque commence la deuxième séance, à quatorze heures trente. Les organisateurs ont confirmé que la course se disputerait sur le circuit de 5,75 kilomètres, cette décision s'accompagnant d'une limitation à vingt monoplaces sur la grille de départ, contre trente initialement autorisées dans le cadre d'une course sur le circuit combiné. Sur les vingt-huit concurrents présents, huit ne pourront participer à l'épreuve ; cette dernière session est donc cruciale et les pilotes sont d'emblée très nombreux en piste. Surtees dispose enfin de sa nouvelle voiture qui, après quelques réglages, s'avère très performante, le pilote britannique améliorant de plus de deux secondes son temps de la veille. Bouclant son meilleur tour à 212,7 km/h de moyenne, il s'adjuge la pole position devant Graham Hill, le champion du monde étant relégué à plus d'une seconde de son compatriote. Handicapé par un manque de puissance de son moteur, Jim Clark ne réalise que le troisième temps et s'élancera en deuxième ligne au côté de Ginther. La journée a été marquée par la sortie de route de Chris Amon dans le virage de Lesmo ; blessé, le jeune Néo-Zélandais, qui s'était qualifié en quinzième position, doit déclarer forfait pour la course. Ce retrait aurait dû permettre à Mário Cabral (vingt-et-unième temps de la journée sur sa Cooper) de prendre le départ, mais le pilote portugais va se désister, tout comme ses suivants Ian Raby, Tony Settember et Carel Godin de Beaufort, permettant à l'ATS de Giancarlo Baghetti de prendre part au Grand Prix, à la grande satisfaction des organisateurs italiens. Les dirigeants de l'équipe ATS ont de fait «acheté» la place sur la grille de Baghetti, indemnisant les quatre pilotes qui le précédaient à l'issue des qualifications.
| Pos. | Pilote                  | Écurie            | Temps         | Écart    |
| ---- | ----------------------- | ----------------- | ------------- | -------- |
| 1    | John Surtees            | Ferrari           | 1 min 37 s 3  |          |
| 2    | Graham Hill             | BRM               | 1 min 38 s 5  | + 1 s 2  |
| 3    | Jim Clark               | Lotus-Climax      | 1 min 39 s 0  | + 1 s 7  |
| 4    | Richie Ginther          | BRM               | 1 min 39 s 19 | + 1 s 89 |
| 5    | Dan Gurney              | Brabham-Climax    | 1 min 39 s 25 | + 1 s 95 |
| 6    | Lorenzo Bandini         | Ferrari           | 1 min 40 s 1  | + 2 s 8  |
| 7    | Jack Brabham            | Brabham-Climax    | 1 min 40 s 4  | + 3 s 1  |
| 8    | Bruce McLaren           | Cooper-Climax     | 1 min 40 s 5  | + 3 s 2  |
| 9    | Mike Spence             | Lotus-Climax      | 1 min 40 s 9  | + 3 s 6  |
| 10   | Innes Ireland           | Lotus-BRM         | 1 min 41 s 6  | + 4 s 3  |
| 11   | Joakim Bonnier          | Cooper-Climax     | 1 min 41 s 9  | + 4 s 6  |
| 12   | Masten Gregory          | Lotus-BRM         | 1 min 42 s 1  | + 4 s 8  |
| 13   | Tony Maggs              | Cooper-Climax     | 1 min 42 s 2  | + 4 s 9  |
| 14   | Phil Hill               | ATS               | 1 min 42 s 7  | + 5 s 4  |
| 15   | Chris Amon              | Lola-Climax       | 1 min 42 s 9  | + 5 s 6  |
| 16   | Jo Siffert              | Lotus-BRM         | 1 min 43 s 3  | + 6 s 0  |
| 17   | Jim Hall                | Lotus-BRM         | 1 min 43 s 8  | + 6 s 5  |
| 18   | Mike Hailwood           | Lola-Climax       | 1 min 43 s 9  | + 6 s 6  |
| 19   | Bob Anderson            | Lola-Climax       | 1 min 44 s 2  | + 6 s 9  |
| 20   | Maurice Trintignant     | BRM               | 1 min 44 s 4  | + 7 s 1  |
| 21   | Mário Cabral            | Cooper-Climax     | 1 min 44 s 8  | + 7 s 5  |
| 22   | Ian Raby                | Gilby-BRM         | 1 min 45 s 1  | + 7 s 8  |
| 23   | Tony Settember          | Scirocco-BRM      | 1 min 45 s 9  | + 8 s 6  |
| 24   | Carel Godin de Beaufort | Porsche           | 1 min 46 s 4  | + 9 s 1  |
| 25   | Giancarlo Baghetti      | ATS               | 1 min 46 s 8  | + 9 s 5  |
| 26   | Ernesto Brambilla       | Cooper-Maserati   | 1 min 50 s 3  | + 13 s 0 |
| 27   | André Pilette           | Lotus-Climax      | 1 min 53 s 7  | + 16 s 4 |
| 28   | Roberto Lippi           | De Tomaso-Ferrari | 2 min 03 s 9  | + 26 s 6 |

## Grille de départ
| 1re ligne | Pos. 1                       |                              | Pos. 2                       |                             |
|           | Surtees Ferrari 1 min 37 s 3 |                              | G. Hill BRM 1 min 38 s 5     |                             |
| 2e ligne  |                              | Pos. 3                       |                              | Pos. 4                      |
|           |                              | Clark Lotus 1 min 39 s 0     |                              | Ginther BRM 1 min 39 s 19   |
| 3e ligne  | Pos. 5                       |                              | Pos. 6                       |                             |
|           | Gurney Brabham 1 min 39 s 25 |                              | Bandini Ferrari 1 min 40 s 1 |                             |
| 4e ligne  |                              | Pos. 7                       |                              | Pos. 8                      |
|           |                              | Brabham 1 min 40 s 4         |                              | McLaren Cooper 1 min 40 s 5 |
| 5e ligne  | Pos. 9                       |                              | Pos. 10                      |                             |
|           | Spence Lotus 1 min 40 s 9    |                              | Ireland BRP 1 min 41 s 6     |                             |
| 6e ligne  |                              | Pos. 11                      |                              | Pos. 12                     |
|           |                              | Bonnier Cooper 1 min 41 s 9  |                              | Gregory Lotus 1 min 42 s 1  |
| 7e ligne  | Pos. 13                      |                              | Pos. 14                      |                             |
|           | Maggs Cooper 1 min 42 s 2    |                              | P. Hill ATS 1 min 42 s 7     |                             |
| 8e ligne  |                              | Pos. 15                      |                              | Pos. 16                     |
|           |                              | Siffert Lotus 1 min 43 s 3   |                              | Hall Lotus 1 min 43 s 8     |
| 9e ligne  | Pos. 17                      |                              | Pos. 18                      |                             |
|           | Hailwood Lola 1 min 43 s 9   |                              | Anderson Lola 1 min 44 s 2   |                             |
| 10e ligne |                              | Pos. 19                      |                              | Pos. 20                     |
|           |                              | Trintignant BRM 1 min 44 s 4 |                              | Baghetti ATS 1 min 46 s 8   |

## Déroulement de la course
Le départ est donné le dimanche aux environs de quinze heures trente, sous le soleil, devant environ cent mille spectateurs. De la deuxième ligne, Jim Clark est le plus prompt, infiltrant sa Lotus entre la Ferrari de John Surtees et la BRM de Graham Hill pour se porter en tête à l'approche de la Curva Grande. Le pilote écossais se fait cependant rapidement déborder par Hill et Surtees, dont les monoplaces sont plus rapides en pointe et qui repassent roues dans roues devant les stands, avec quelques longueurs d'avance sur la Lotus. Le reste du peloton, emmené par la Ferrari de Lorenzo Bandini et la Brabham de Dan Gurney, est légèrement détaché. Gurney dépasse rapidement Bandini et va progressivement se rapprocher de Clark. Au quatrième tour, Surtees et Clark (qui profite de l'aspiration de la Ferrari) parviennent à déborder Hill, soulevant les acclamations du public. Durant douze tours, Surtees va tenter de prendre un peu de champ sur Clark, mais la Lotus reste collée à son sillage. Les deux hommes ont lâché Hill et Gurney, qui échangent régulièrement leurs positions, tandis que le reste de la meute est déjà nettement distancé. Au cours du dix-septième tour, alors que les deux pilotes de tête comptent quatre secondes d'avance sur leurs poursuivants directs, le moteur de Surtees explose soudainement et Clark repasse seul en tête devant les tribunes. Ne bénéficiant plus de l'aspiration de la Ferrari, Clark va progressivement se faire rattraper par Hill et Gurney, qui roulent de concert. La jonction s'effectue au vingt-troisième tour et dès lors les trois pilotes vont continuellement se relayer au commandement. Quarante secondes plus loin, la bataille est également très serrée au sein du peloton, mené par la BRM de Richie Ginther et la BRP d'Innes Ireland, qui comprend également la Ferrari de Bandini, Jack Brabham (sur sa propre monoplace) et les Cooper de Bruce McLaren et de Joakim Bonnier. La lutte en tête reste très indécise jusqu'à la mi-course, Gurney, Clark et Hill prenant à tour de rôle l'avantage. Une minute plus loin, le groupe des poursuivants ne comprend plus que cinq voitures, Bandini ayant cassé la boîte de vitesses de sa Ferrari. Hill commence alors à avoir des problèmes d'embrayage ; il va s'arrêter au stand à la fin du cinquantième tour, laissant Clark et Gurney se disputer la victoire. Le pilote anglais repartira très attardé, pour renoncer peu après. C'est désormais Clark qui mène le plus souvent face à Gurney. Le Californien résiste jusqu'au cinquante-cinquième tour, avant que l'Écossais ne prenne définitivement l'avantage. La Brabham commence alors à avoir des problèmes d'alimentation ; Gurney se maintient encore quelques tours à une seconde de la Lotus mais au soixante-troisième il doit rentrer au stand pour tenter de faire réparer sa pompe à essence, perdant le bénéfice de sa très belle course. Il repart après intervention de ses mécaniciens, mais n'effectue qu'une seule boucle avant de renoncer. Clark possède maintenant plus d'un tour d'avance sur Ginther et Brabham qui se disputent la deuxième place, ayant distancé le reste du peloton. Ne pouvant plus être rejoint, Clark a réduit sensiblement l'allure. L'intérêt se reporte sur la bataille pour la seconde place mais peu à peu Ginther parvient à creuser l'écart sur Brabham. À quelques tours de l'arrivée, l'Australien doit s'arrêter au stand pour reprendre un peu de carburant et perd sa troisième place au profit d'Ireland, McLaren en profitant également pour gagner un rang. La fin de la course se déroule sans histoire pour Clark, qui franchit la ligne d'arrivée loin devant Ginther et remporte sa cinquième victoire de la saison, s'attribuant le titre de champion du monde. Dans les derniers kilomètres, le moteur d'Ireland a serré ; l'abandon du pilote BRP permet à McLaren de s'octroyer la troisième place, Ireland étant toutefois classé quatrième devant Brabham, ayant accompli, en moins de temps, la même distance que l'Australien.

### Classements intermédiaires
Classements intermédiaires des monoplaces aux premier, troisième, cinquième, dixième, quinzième, vingtième, trentième, quarantième, cinquantième,  soixantième, soixante-dixième et quatre-vingtième tours,.

### Classement de la course

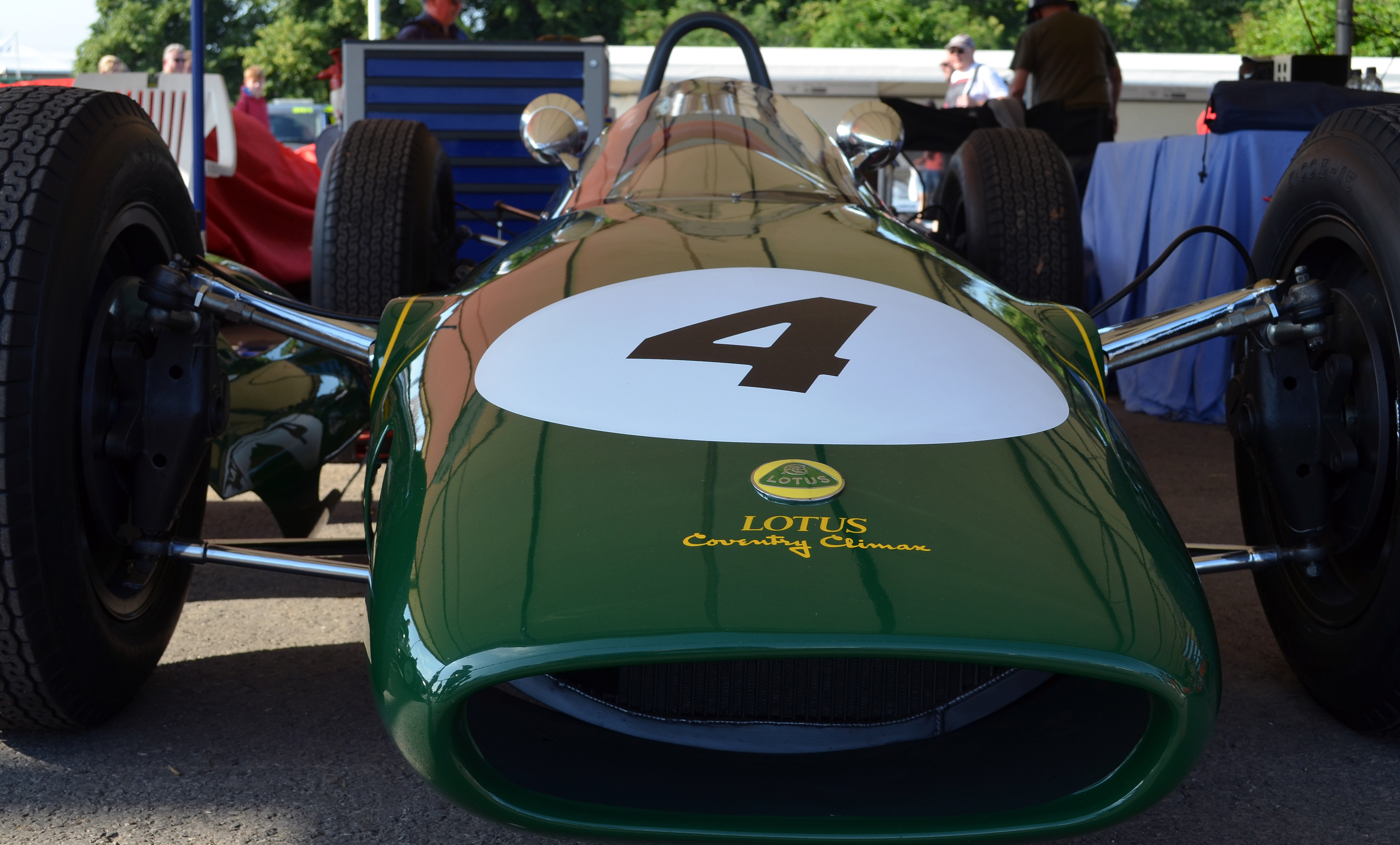
La Lotus 25 n'a pas affiché à Monza sa suprématie habituelle ; elle n'en remporte pas moins une nouvelle victoire aux mains de Jim Clark.

| Pos  | No | Pilote                  | Écurie            | Tours | Temps/Abandon                        | Grille | Points |
| ---- | -- | ----------------------- | ----------------- | ----- | ------------------------------------ | ------ | ------ |
| 1    | 8  | Jim Clark               | Lotus-Climax      | 86    | 2 h 24 min 19 s 6                    | 3      | 9      |
| 2    | 10 | Richie Ginther          | BRM               | 86    | 2 h 25 min 54 s 6 (+ 1 min 35 s 0)   | 4      | 6      |
| 3    | 18 | Bruce McLaren           | Cooper-Climax     | 85    | 2 h 25 min 10 s 3 (+ 1 tour)         | 8      | 4      |
| 4    | 32 | Innes Ireland           | BRP-BRM           | 84    | 2 h 22 min 47 s 1 (+ 2 tours) Moteur | 10     | 3      |
| 5    | 22 | Jack Brabham            | Brabham-Climax    | 84    | 2 h 24 min 20 s 5 (+ 2 tours)        | 7      | 2      |
| 6    | 20 | Tony Maggs              | Cooper-Climax     | 84    | 2 h 25 min 02 s 4 (+ 2 tours)        | 13     | 1      |
| 7    | 58 | Jo Bonnier              | Cooper-Climax     | 84    | 2 h 25 min 35 s 1 (+ 2 tours)        | 11     |        |
| 8    | 30 | Jim Hall                | Lotus-BRM         | 84    | 2 h 26 min 00 s 4 (+ 2 tours)        | 16     |        |
| 9    | 66 | Maurice Trintignant     | BRM               | 83    | 2 h 25 min 33 s 9 (+ 3 tours)        | 19     |        |
| 10   | 40 | Mike Hailwood           | Lola-Climax       | 82    | 2 h 26 min 01 s 4 (+ 4 tours)        | 17     |        |
| 11   | 16 | Phil Hill               | ATS               | 79    | 2 h 24 min 46 s 7 (+ 7 tours)        | 14     |        |
| 12   | 48 | Bob Anderson            | Lola-Climax       | 79    | 2 h 26 min 00 s 9 (+ 7 tours)        | 18     |        |
| 13   | 6  | Mike Spence             | Lotus-Climax      | 73    | Pression d'huile                     | 9      |        |
| 14   | 24 | Dan Gurney              | Brabham-Climax    | 64    | Distribution d'essence               | 5      |        |
| 15   | 14 | Giancarlo Baghetti      | ATS               | 63    | 2 h 25 min 42 s 5 (+ 23 tours)       | 20     |        |
| 16   | 12 | Graham Hill             | BRM               | 59    | Embrayage                            | 2      |        |
| Abd. | 54 | Jo Siffert              | Lotus-BRM         | 40    | Pression d'huile                     | 15     |        |
| Abd. | 2  | Lorenzo Bandini         | Ferrari           | 37    | Boîte de vitesses                    | 6      |        |
| Abd. | 42 | Masten Gregory          | Lotus-BRM         | 26    | Moteur                               | 12     |        |
| Abd. | 4  | John Surtees            | Ferrari           | 16    | Moteur                               | 1      |        |
| Np.  | 38 | Chris Amon              | Lola-Climax       |       | Accident aux essais                  | -      |        |
| Np.  | 64 | Mario Cabral            | Cooper-Climax     |       | se désiste en faveur de Baghetti     |        |        |
| Np.  | 50 | Ian Raby                | Gilby-BRM         |       | se désiste en faveur de Baghetti     |        |        |
| Np.  | 34 | Tony Settember          | Scirocco-BRM      |       | se désiste en faveur de Baghetti     |        |        |
| Np.  | 28 | Carel Godin de Beaufort | Porsche           |       | se désiste en faveur de Baghetti     |        |        |
| Nq.  | 62 | Ernesto Brambilla       | Cooper-Maserati   |       | Non qualifié                         |        |        |
| Nq.  | 46 | André Pilette           | Lotus-Climax      |       | Non qualifié                         |        |        |
| Nq.  | 44 | Roberto Lippi           | De Tomaso-Ferrari |       | Non qualifié                         |        |        |

Légende :
- Abd.=Abandon - Np.=Non partant

### Pole position et record du tour
- Pole position :  John Surtees en 1 min 37 s 3 (vitesse moyenne : 212,744 km/h). Temps réalisé lors de la journée d'essais du samedi 7 septembre[1].
- Meilleur tour en course :  Jim Clark en 1 min 38 s 9 (vitesse moyenne : 209,302 km/h) au soixantième tour.

#### Évolution du record du tour en course
Le meilleur tour fut amélioré à sept reprises au cours de l'épreuve.

### Tours en tête
- Graham Hill : 15 tours (1-3 / 24-26 / 29-30 / 32 / 34-35 / 37 / 39-41)
- John Surtees : 13 tours (4-16)
- Jim Clark : 50 tours (17-23 / 28 / 36 / 42-45 / 48-51 / 53-54 / 56-86)
- Dan Gurney : 8 tours (27 / 31 / 33 / 38 / 46-47 / 52 / 55)

## Classement général à l'issue de la course
- Attribution des points : 9, 6, 4, 3, 2, 1 respectivement aux six premiers de chaque épreuve.
- Pour la coupe des constructeurs, même barème et seule la voiture la mieux classée de chaque équipe inscrit des points.
- Seuls les six meilleurs résultats sont comptabilisés. Chez les constructeurs, Lotus-Climax doit décompter le point acquis à Monaco.
- Troisième du Grand Prix de France sur sa BRM, Graham Hill n'a cependant pas inscrit les quatre points associés, le pilote britannique ayant bénéficié d'une aide extérieure au départ, BRM étant également privé de ces points pour la coupe des constructeurs.
- Le règlement permet aux pilotes de se relayer sur une même voiture, les points éventuellement acquis étant alors perdus pour pilotes et constructeur[1].

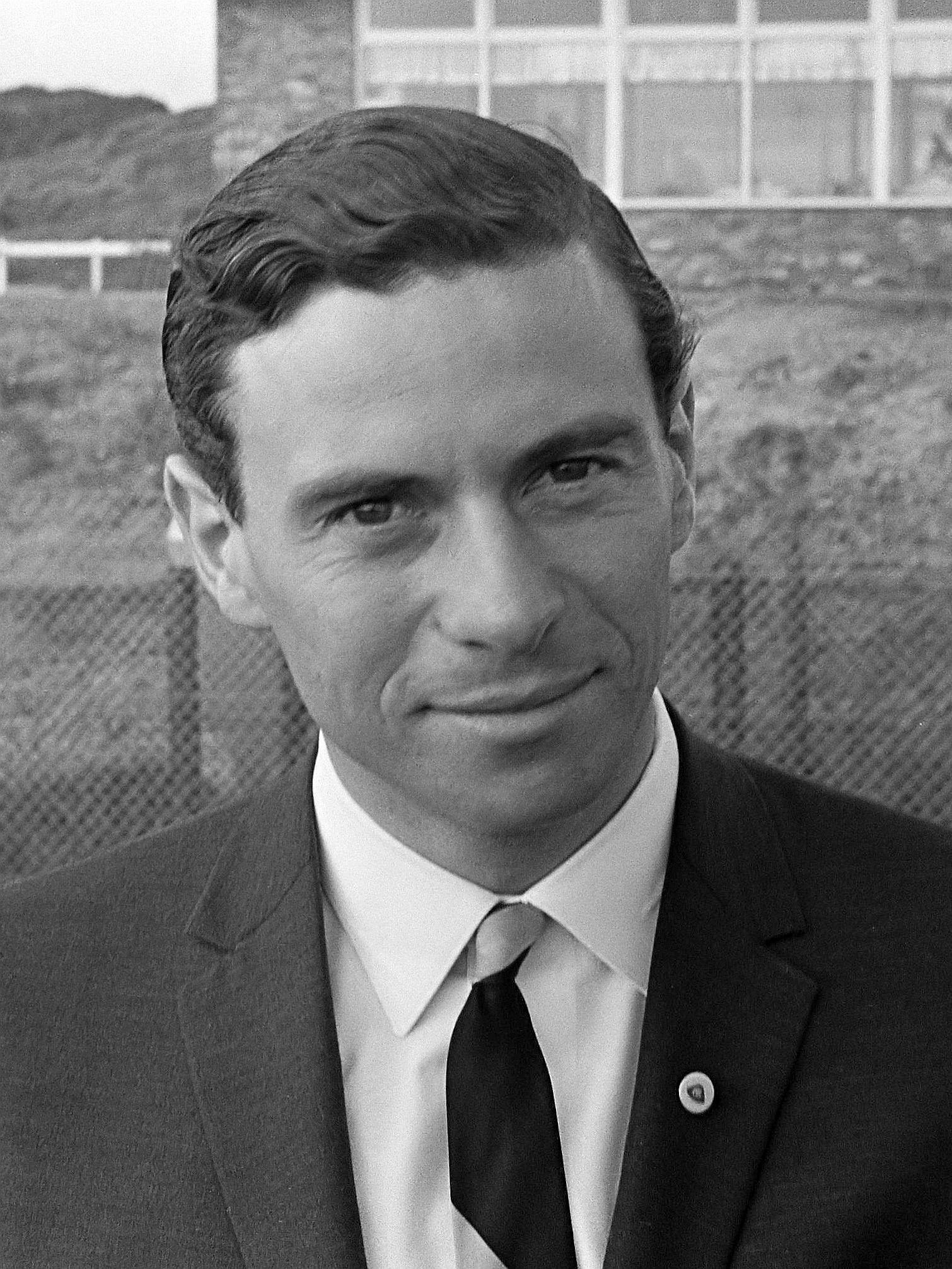
Grâce à sa victoire en Italie, Jim Clark est déjà assuré de remporter le titre mondial.

| Pos. | Pilote                  | Écurie  | Points | MON | BEL | NL | FRA | GBR | ALL | ITA | USA | MEX | AFS |
| ---- | ----------------------- | ------- | ------ | --- | --- | -- | --- | --- | --- | --- | --- | --- | --- |
| 1    | Jim Clark               | Lotus   | 51     | -   | 9   | 9  | 9   | 9   | 6   | 9   |     |     |     |
| 2    | Richie Ginther          | BRM     | 24     | 6   | 3   | 2  | -   | 3   | 4   | 6   |     |     |     |
| 3    | John Surtees            | Ferrari | 22     | 3   | -   | 4  | -   | 6   | 9   | -   |     |     |     |
| 4    | Bruce McLaren           | Cooper  | 14     | 4   | 6   | -  | -   | -   | -   | 4   |     |     |     |
| 5    | Graham Hill             | BRM     | 13     | 9   | -   | -  | -   | 4   | -   | -   |     |     |     |
| 6    | Dan Gurney              | Brabham | 12     | -   | 4   | 6  | 2   | -   | -   | -   |     |     |     |
| 7    | Tony Maggs              | Cooper  | 9      | 2   | -   | -  | 6   | -   | -   | 1   |     |     |     |
| 8    | Innes Ireland           | BRP     | 6      | -   | -   | 3  | -   | -   | -   | 3   |     |     |     |
| 9    | Jack Brabham            | Brabham | 5      | -   | -   | -  | 3   | -   | -   | 2   |     |     |     |
| 10   | Gerhard Mitter          | Porsche | 3      | -   | -   | -  | -   | -   | 3   | -   |     |     |     |
|      | Joakim Bonnier          | Cooper  | 3      | -   | 2   | -  | -   | -   | 1   | -   |     |     |     |
|      | Jim Hall                | Lotus   | 3      | -   | -   | -  | -   | 1   | 2   | -   |     |     |     |
| 13   | Lorenzo Bandini         | BRM     | 2      | -   | -   | -  | -   | 2   | -   | -   |     |     |     |
| 14   | Trevor Taylor           | Lotus   | 1      | 1   | -   | -  | -   | -   | -   | -   |     |     |     |
|      | Carel Godin de Beaufort | Porsche | 1      | -   | 1   | -  | -   | -   | -   | -   |     |     |     |
|      | Ludovico Scarfiotti     | Ferrari | 1      | -   | -   | 1  | -   | -   | -   | -   |     |     |     |
|      | Jo Siffert              | Lotus   | 1      | -   | -   | -  | 1   | -   | -   | -   |     |     |     |

| Pos. | Écurie         | Points  | MON | BEL | NL | FRA | GBR | ALL | ITA | USA | MEX | AFS |
| ---- | -------------- | ------- | --- | --- | -- | --- | --- | --- | --- | --- | --- | --- |
| 1    | Lotus-Climax   | 51 (52) | (1) | 9   | 9  | 9   | 9   | 6   | 9   |     |     |     |
| 2    | BRM            | 28      | 9   | 3   | 2  | -   | 4   | 4   | 6   |     |     |     |
| 3    | Ferrari        | 22      | 3   | -   | 4  | -   | 6   | 9   | -   |     |     |     |
| 4    | Cooper-Climax  | 21      | 4   | 6   | -  | 6   | -   | 1   | 4   |     |     |     |
| 5    | Brabham-Climax | 15      | -   | 4   | 6  | 3   | -   | -   | 2   |     |     |     |
| 6    | BRP-BRM        | 6       | -   | -   | 3  | -   | -   | -   | 3   |     |     |     |
| 7    | Porsche        | 4       | -   | 1   | -  | -   | -   | 3   | -   |     |     |     |
|      | Lotus-BRM      | 4       | -   | -   | -  | 1   | 1   | 2   | -   |     |     |     |

## À noter
- 8e victoire en championnat du monde pour Jim Clark.
- 13e victoire en championnat du monde pour Lotus en tant que constructeur.
- 27e victoire en championnat du monde pour Climax en tant que motoriste.
- À l'issue de cette course, Jim Clark est champion du Monde des pilotes et Lotus remporte la Coupe des constructeurs.